# Cầu đường sắt Hangang
Cầu đường sắt Hangang bắc qua sông Hán ở Hàn Quốc và kết nối quận bằng Ga Noryangjin và Ga Yongsan. Cây cầu hoàn thành vào năm 1900. Nó là cây cầu đầu tiên bắc qua sông Hán.